# Ölmühle des Franz Köcheln
Die Ölmühle des Franz Köcheln war eine Windmühle, die sich am Stephanitorsbollwerk westlich vor der Bremer Altstadt befand. Ihre Fundamentreste aus großformatigen Ziegeln wurden 2012 bei einer Notgrabung entdeckt. Die Mühle, die Franz Daniel Köcheln (* 30. Juni 1778; † 21. August 1864) gehörte, stand im Gebiet des 1857 bis 1859 erbauten Weserbahnhofs vor den ehemaligen Toren des Stephaniviertels im äußersten Westen der Altstadt. Sie verarbeitete von 1810 bis vor 1863 Raps zu Rapsöl.

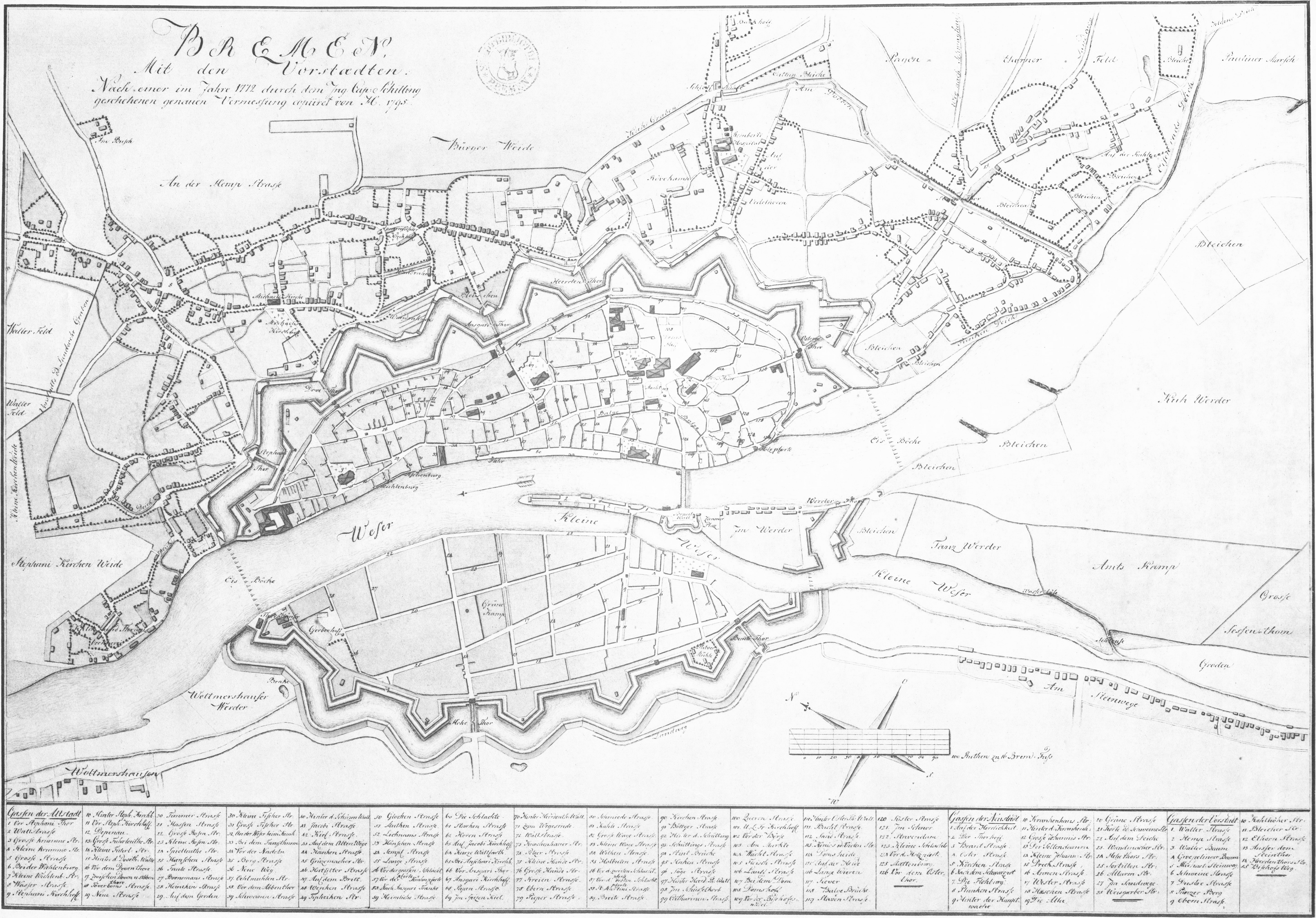
Karte Bremens von 1795, basierend auf Vermessungen des Jahres 1772

Dendrochronologische Untersuchungen an einem Pfosten ergaben ein Fällungsjahr 1756. Andere Eichenbalken, die unbemerkt herausgerissen worden waren, ließen sich auf das Jahr 1532 datieren. Sie gehörten wohl zum Stephanibollwerk. Schließlich konnte die Zugehörigkeit des Fundaments zur Ölmühle des Franz Köcheln nachgewiesen werden, der während der Herrschaft Napoleons über Bremen in den Jahren 1806 bis 1813 seine Baukonzession im Jahr 1810 erhalten hatte. Der Antrag und weitere mit der Mühle in Zusammenhang stehende Akten sind im Staatsarchiv erhalten. Laut dem Antrag gab es bis zum Bau der Köcheln-Mühle nur „eine ganz verfehlte Anlage zur Wolfskuhle“ in Huckelriede. Verarbeitet werden sollte Raps, dessen Öl nach Holland ausgeführt werden sollte. Da sich in Bremen kein Baumeister an das innovative Werk heranwagte, engagierte Köcheln 1810 einen Müllermeister aus Groningen, der seine Gehilfen mitbrachte, von denen Köcheln einen gewissen Berend Erling (* 1780) als „ungemein geschickt“ hervorhob. Bremer wurden nur für die groben Arbeiten eingesetzt.
Erling blieb in Bremen und beaufsichtigte den Mühlenbetrieb. Da ihm diese Stellung kein Auskommen bot, optimierte und reparierte er auch andere Bremer Mühlen. Das Bremer Zimmergewerk versuchte hingegen, ihm die Arbeit zu untersagen, und lud ihn zum 23. September 1828 vor. Doch Erling lehnte ab und zog vor den Senat. Köcheln stellte ihm dazu ein Zeugnis aus, und zwölf Bremer Müller und Mühlenbesitzer bescheinigten Erling bessere und günstigere Arbeit, als sie die Mitglieder des Bremer Zimmergewerks zuwege brachten. Am 8. Oktober ernannte der Senat daraufhin Berend Erling zum „Freymeister“, womit er ohne Zunftzwang arbeiten konnte. Er kaufte 1832 das Gelände der Gießhaus-Bastion, am 9. Juli des nächsten Jahres folgte ein Bauantrag für eine 27 m hohe Kappenwindmühle, die noch 1833 fertiggestellt wurde, und in die er 1850 selbst einzog. Sein Urururenkel Berend Erling ist heute in der Bremer Rolandmühle tätig.
Im Bremer Adressbuch von 1858 erscheint die Mühle mit der Adresse „Beim Bindwams. Köcheln, Fr., Oelmühle“. Die heutige Straße Beim Bindwams nimmt allerdings einen anderen Verlauf. Im Namensregister des besagten Adressbuches findet sich der Eintrag „Koecheln, Fr. D., Kfm. u. Dispacheur, Comptoir Wall 39 g.“ Köcheln war also Kaufmann und Dispacheur, also Havariekommissar, womit er für die vermögensrechtliche Abwicklung von Schiffshavarien verantwortlich war.
Doch neue vorgelagerte Bauten des Weserbahnhofs störten die Windströmungen, so dass die Umdrehungszahl der Mühlenflügel stark sank. Das nicht mehr rentabel arbeitende Bauwerk wurde in den 1860er Jahren abgerissen. Dies geschah wohl vor 1863, doch ist die Mühle noch 1901 in einem Katasterplan angedeutet.
Der bis über 2 m Höhe erhaltene Ziegelfundamentring, der 2012 ausgegraben wurde, hatte einen Durchmesser von 12 m und war außen achteckig. Innen befand sich dezentral ein weiteres zylindrisches Fundament. Die Backsteine waren recht groß und maßen 28,5 mal 12 mal 9,5 cm. Durch das Innere verlief eine Pfostenfundamentreihe aus Kiefern- und Fichtenholz, bei der es sich um die Gründung des Stampfwerks handelte. Das Fundament wurde zwar nach wenigen Monaten zerstört, doch konnte durch die Firma Denkmal3D ein dreidimensionales Modell fertiggestellt werden. Die Mühle wies acht Stampfwerke mit Vorschlag/Nachschlagblock sowie Schlagramme und Löseramme auf. Seitliche Fundamentvorsprünge wurden als Feuerstellen (Vorschlag/Nachschlag), der massive, leicht dezentral gesetzte Mauerzylinder als Unterbau eines Kollergangs für zwei Räder interpretiert.